# Antohești
Antohești (wymowaⓘ) – wieś w Rumunii, w okręgu Bacău, w gminie Izvoru Berheciului. W 2011 roku liczyła 258 mieszkańców.